# Wanhai Manzu Xiang
Wanhai Manzu Xiang (kinesiska: 望海满族乡, 望海) är en socken i Kina. Den ligger i provinsen Liaoning, i den nordöstra delen av landet, omkring 290 kilometer sydväst om provinshuvudstaden Shenyang. Antalet invånare är 19359. Befolkningen består av 9 541 kvinnor och 9 818 män. Barn under 15 år utgör 15,0 %, vuxna 15-64 år 74 %, och äldre över 65 år 9,0 %.
Genomsnittlig årsnederbörd är 839 millimeter. Den regnigaste månaden är juli, med i genomsnitt 216 mm nederbörd, och den torraste är december, med 11 mm nederbörd.